# Tarifa Port
Tarifa Port är en hamn i Spanien.   Den ligger i provinsen Provincia de Cádiz och regionen Andalusien, i den södra delen av landet, 500 km söder om huvudstaden Madrid. Tarifa Port ligger 4 meter över havet. Närmaste större samhälle är Algeciras, 19,6 km nordost om Tarifa Port. 